# Ik heb zorgen
«Ik heb zorgen» —[ɪk ɦɛp ˈzɔrɣə(n)]; en español: «Tengo preocupaciones»; a veces titulada «Oh, oh, ik heb zorgen»— es una canción compuesta por Paul Quintens e interpretada en neerlandés por Louis Neefs. Se lanzó como sencillo en 1967 mediante Cardinal. Fue elegida para representar a Bélgica en el Festival de la Canción de Eurovisión de 1967 tras ganar la final nacional belga, Canzonissima 1967.
Louis Neefs también grabó la canción en alemán («Ich habe Sorgen») y en inglés («I've got troubles»).

## Festival de Eurovisión

### Canzonissima 1967
Esta canción participó en la final nacional para elegir al representante belga del Festival de la Canción de Eurovisión de 1967, celebrada el 25 de febrero de ese año en el Amerikaans Theater de Bruselas. Fue presentada por Jan Theys. Hubo nueve semifinales antes de la gran final, y para cualificar para esta, la canción tenía que persistir durante 3 semifinales. Finalmente, la canción «Ik heb zorgen», interpretada por Louis Neefs se declaró ganadora entre 7 canciones con 11 puntos. Una octava canción, «Zij was zo mooi», también interpretada por Neefs, había sido seleccionada para la final, pero decidió retirarla para que el jurado no tuviera que dividir los votos entre sus dos canciones.

### Festival de la Canción de Eurovisión 1967
Esta canción fue la representación belga en el Festival de Eurovisión 1967. La orquesta fue dirigida por Francis Bay.
La canción fue interpretada 10.ª en la noche del 8 de abril de 1967 por Louis Neefs, precedida por Alemania con Inge Brück interpretando «Anouschka» y seguida por Reino Unido con Sandie Shaw interpretando «Puppet on a String». Al final de las votaciones, la canción había recibido 8 puntos, quedando en 7º puesto de un total de 17.
Louis Neefs volvería a representar a Bélgica en 1969 con la canción «Jennifer Jennings», tema que quedaría también en 7ª posición, siendo la tercera vez seguida que el país quedaba en ese puesto.
Fue sucedida como representación belga en el Festival de 1968 por Claude Lombard con «Quand tu reviendras», que también quedó en 7º puesto.

## Letra
La canción habla sobre las preocupaciones del intérprete, causadas por el interés en el amor. La letra está escrita en un tono humorístico.

## Formatos
| Bélgica y Países Bajos - Disco de vinilo 7" |                       |          |  |
| N.º                                         | Título                | Duración |  |
| 1.                                          | «Ik heb zorgen»       |          |  |
| 2.                                          | «Aleen met zijn twee» |          |  |

| Suecia - Disco de vinilo 7" |                                     |          |  |
| N.º                         | Título                              | Duración |  |
| 1.                          | «I've Got Troubles (Ik heb zorgen)» |          |  |
| 2.                          | «Why Did You Go»                    |          |  |

## Créditos
- Louis Neefs: voz
- Paul Quintens: composición
- Phil van Cauwenbergh: letra
- Francis Bay: instrumentación
- Cardinal Records: compañía discográfica

Fuente:

## Posicionamiento en listas
| País    | Lista                | Mejor posición |      |
| 1967    | 1967                 | 1967           | 1967 |
| ------- | -------------------- | -------------- | ---- |
| Bélgica | Ultratop 50 Flanders | 7              |      |

## Historial de lanzamiento
| Región       | Fecha | Formato                    | Discográfica | Ref.   |
| ------------ | ----- | -------------------------- | ------------ | ------ |
| Bélgica      | 1967  | Disco de vinilo 7"         | Cardinal     | [ 1 ]  |
| Países Bajos | 1967  | Disco de vinilo 7"         | CNR          | [ 15 ] |
| Suecia       | 1967  | Disco de vinilo 7"         | Sonet        | [ 5 ]  |
| ?            | 1967  | Disco de vinilo 7", 45 RPM | Cardinal     | [ 17 ] |